# Юнко жовтоокий
Юнко жовтоокий (Junco bairdi) — вид горобцеподібних птахів родини Passerellidae. Ендемік Мексики.

## Назва
Вид названо на честь американського орнітолога Спенсера Фуллертона Бейрда (1823—1887).

## Поширення
Юнко жовтоокий поширений лише в дуже обмеженому ареалі в напівпосушливих лісах на краю Каліфорнійського півострова (Мексика). Мешкає в сосново-дубових лісах Сьєрра-де-ла-Лагуни.

## Опис
Тіло завдовжки приблизно 15 см і масу приблизно 18 г. Птахи мають сіру голову з чорними нотами, вохристо-коричневу спину, крила та боки, а також більш блідо-сіре або біле горло, що зливається з блідо-білуватими грудьми, животом і отвором. Деякі особини коричневіші знизу, причому колір боків покриває більшу частину нижньої частини. Як і в інших представників роду, крайнє хвостове пір'я біле, що дає чіткий білий блиск під час польоту птахів. Вони мають яскраво-жовті очі та тьмяно-рожеві до рожево-рогих або жовто-помаранчевих дзьобів із верхньою щелепою, як правило, темнішою за нижню щелепу, що надає дзьобу двоколірного вигляду.